# Популярни банки
Популя̀рните бàнки са кооперативни сдружения с кредитна, влогонабирателна и стопанска дейност.
В България популярни банки започват да се създават в началото на XX век главно в градовете, въз основа на проучване на италиански и френски популярни банки. В български условия те значително променят функциите си и придобиват характер на типично български кооперативни организации. Изграждат се като дружества с ограничена отговорност. Основният им капитал се образува от встъпителни вноски, дялов капитал и ежегодни отчисления от печалбата. Имат за цел да подпомагат с евтин и достъпен кредит (предимно краткосрочен) дребните занаятчии, търговци, промишленици, чиновници и други и да организират спестяванията им под формата на влогове и дялов капитал. Първата популярна банка е основана през 1903 година в София от 32 души (през 1926 г. членовете ѝ са 3000). По-късно се създават популярни банки в Кюстендил (1906 г.), Сливен (1908 г.), Панагюрище (1908 г.) и другаде.
В края на 1914 г. съществуват 44 банки с около 20000 членове. През следващата година 18 от тях образуват Съюз на популярните банки като централен орган за ръководство и контрол. Особено бързо се развиват популярните банки след Първата световна война 1914 – 1918 г. Възникват и в големите села, където в повечето случаи обединяват представителите на търговския капитал и влизат в борба със земеделските кредитни кооперации. През 1919 – 1920 г. в популярните банки членуват 5921 занаятчии, 5152 търговци, 3169 чиновници. 2228 земеделци и 5130 души с други професии; в градовете има 60 банки, в селата – 9. В края на 1930 г. броят им е 208. В периода на световната стопанска криза 1929 – 1933 г. те са опора на дребните производители, служителите и работниците, като събират спестяванията им под формата на дялове и влогове и ги снабдяват с кредити при сравнително изгодни условия. Организират общи доставки на стоки за потребление, продажба на произведена продукция, изкупуване и преработка на селско стопански произведения. Със засилването на икономическото развитие някои Популярни банки започват да кредитират и едри промишлени предприятия, което става причина за остри противоречия между членовете. На места се стига до образуване на нови популярни банки с по-хомогенен състав (в Габрово, Пловдив, София). Появяват се разногласия в организационно отношение.
През 1925 г. част от популярните банки, предимно градските, се отделят в самостоятелен съюз – Федерация на популярните банки; през 1931 г. този съюз е преименуван в Съюз на народните кооперативни банки. Той обхваща по-малко на брой, но по-едри популярни банки. През 1942 г. Съюзът на народните кооперативни банки се обединява със Съюза на популярните банки в Общ съюз на популярните банки. В края на 1945 г. популярните банки са 245 с 1,346 милиарда лева дялов капитал, 527 милиона лева резерви, 12,053 милиарда лева влогове и 9,826 милиарда лева пласменти.
След национализацията 1947 г. популярните банки остават да функционират под ръководството на БНБ. През 1951 г. дейността на популярните банки е прекратена. От началото на 1952 г. активите и пасивите им се поемат от БНБ.